# Ульяновка (Белопольский район)
Ульяновка (укр. Улянівка) — посёлок, Ульяновский поселковый совет, Белопольский район, Сумская область, Украина.
Является административным центром Ульяновского поселкового совета, в который, кроме того, входят сёла Бакша и Павленково.

## Географическое положение
Посёлок Ульяновка находится в месте впадения реки Локня в реку Вир.
выше по течению на расстоянии в 3 км расположено село Тучное,
выше по течению реки Локня на расстоянии в 3,5 км расположено село Новоандреевка,
ниже по течению примыкает посёлок Тимирязевка.

## История
Поселение было основано в конце XVII века. Являлось центром Ульяновской волости Сумского уезда Харьковской губернии Российской империи.
В ходе Великой Отечественной войны в 1941-1943 гг. селение было оккупировано немецкими войсками.
С 1920-х - 1950-х годах (до 1962 года) село являлось центром Ульяновского района Харьковской, затем Сумской области; здесь действовали мельница, инкубаторно-птицеводческая станция, средняя школа, начальная школа, Дом культуры и три библиотеки.
В 1957 — присвоено статус посёлок городского типа, основой экономики посёлка являлись несколько предприятий пищевой промышленности.
В 1983 году здесь действовали плодоконсервный завод, кирпичный завод, хлебокомбинат, птицеводческая станция, откормочный комплекс крупного рогатого скота, предприятия бытового обслуживания, две средние общеобразовательные школы, больница, Дом культуры и две библиотеки.
В январе 1989 года численность населения составляла 3 336 человек.
На 1 января 2013 года численность населения составляла 2527 человек.

## Экономика
- Молочно-товарная ферма, машинно-тракторные мастерские.
- Агрофирма "Нива"
- Ульяновский хлебокомбинат.
- Зернокомплекс.
- Быткомбинат.

## Транспорт
Посёлок находится в 8 км от железнодорожной станции Виры (на линии Ворожба ‒ Сумы).
Через посёлок проходит автомобильная дорога Т-1918, рядом проходит автомобильная дорога Т-2504.

## Объекты социальной сферы
- Детский сад.
- Школа 1, 2 и 3 ступени.
- Школа-интернат.
- Больница.
- Библиотека.

## Известные люди
- Бурлака, Николай Якович (1930) — депутат Верховного Совета СССР 10-11 созывов.
- Дмитриев, Николай Измайлович (1886—1957) — украинский и советский учёный, физико-географ, геоморфолог, палеогеограф, геолог, доктор географических наук.
- Касьян, Иван Яковлевич — Герой Советского Союза.
- Колесник Владимир Федотович - Герой Социалистического Труда, председатель колхоза им. Ульянова с 1968 по 1985 г.
- Ющенко, Виктор Андреевич — с 1976 по 1985 работал экономистом в районном отделении Госбанка СССР в пгт Ульяновка.
- Голодный Федор Петрович, заслуженный труженик сельского хозяйства

## Религия
- Церковь Илии Пророка.